# Fernando Luna (calciatore)
Fernando David Luna (Ramallo, 19 gennaio 1990) è un calciatore argentino, centrocampista dell'Univ. Sucre.

## Caratteristiche tecniche
È un trequartista.

## Carriera
Cresciuto nel settore giovanile del Defensores (VR), ha militato nelle serie inferiori del calcio argentino fino al 2015, quando ha firmato con l'Arsenal Sarandí. Ha debuttato in Superliga il 4 agosto 2015 disputando l'incontro perso 4-1 contro il Banfield.
Nel 2016 si è trasferito all'Atlético Rafaela per poi passare all'Emelec l'anno successivo. Con il club ecuadoriano ha disputato 3 stagioni prima di fare ritorno in Argentina nel 2020 firmando con il Patronato.

## Palmarès
- Campionato colombiano: 1

Emelec: 2017